# Hoằng Sướng
Hoằng Sướng (tiếng Mãn: ᡥᡡᠩ
ᡮ᠊ᠠ᠊ᠩ, Möllendorff: hūng ts῾ang, tiếng Trung: 弘暢; 6 tháng 1 năm 1741 – 18 tháng 2 năm 1795) là một quận vương của nhà Thanh trong lịch sử Trung Quốc.

## Cuộc đời
Hoằng Sướng sinh ngày 9 tháng 11 (âm lịch) năm Càn Long thứ 5 (1740), tức ngày 6 tháng 1 năm 1741 (dương lịch), trong gia tộc Ái Tân Giác La. Ông là con trai trưởng của Hàm Khác Thân vương Dận Bí, mẹ ông là Trắc phúc tấn Nữu Hỗ Lộc Thị. Năm Càn Long thứ 21 (1756), tháng 12, ông được phong làm Bất nhập Bát phân Phụ quốc công (不入八分輔國公). Ông từng đảm nhận Tán trật Đại thần, quản lý sự vụ Kiện Duệ doanh. Năm thứ 40 (1775), phụ thân ông qua đời, ông được tập tước Hàm Thân vương đời thứ 2, nhưng Hàm vương phủ không phải thừa kế võng thế, nên ông chỉ được phong làm Hàm Quận vương (諴郡王). Hành tẩu tại ngự tiền, ông đảm nhận Hộ quân Thống lĩnh. Ngoài ra ông còn đảm nhậm qua Tông nhân phủ Hữu Tông chính, Lĩnh thị vệ Nội đại thần, Tổng quản Giác La học. Năm thứ 42 (1777), tháng 2, ông được lệnh tu bổ Thái Đông lăng (泰东陵), vì có công xuất lực mà được tấn phong Thân vương. Năm thứ 48 (1783), tháng 10, Càn Long Đế cho rằng Thái Đông lăng vừa tu bổ được mấy năm đã xuống cấp, ấy là do lúc trước Hoằng Sướng không tu bổ tốt, liền hàng tước xuống Quận vương, yêu cầu ông phải bồi thường bổ sung sửa chữa. Năm thứ 60 (1795), ngày 29 tháng giêng (âm lịch), giờ Mẹo, ông qua đời, thọ 56 tuổi, được truy thụy Hàm Mật Quận vương (諴密郡王).

## Gia quyến

### Thê thiếp
- Đích Phúc tấn: Nạp Lan thị (納喇氏), con gái của Phó đô ngự sử Ngạch Lan Hòa (額蘭和).
- Trắc Phúc tấn: 
  - Hoàn Nhan thị (完顏氏), con gái của Long Phúc (隆福).
  - Hồng thị (洪氏), con gái của Hồng Thanh Liên (洪清連).
  - Thạch thị (石氏), con gái của Thạch Long Trụ (石龍柱).
- Thứ Phúc tấn: Bình thị (平氏), con gái của Tam đẳng Hộ vệ Bình An (平安).

### Con trai
1. Vĩnh Châu (永珠; 1759 – 1837), mẹ là Trắc Phúc tấn Hoàn Nhan thị. Năm 1795 được tập tước Hàm Thân vương được phong Bối lặc (貝勒). Năm 1836 bị đoạt tước. Có bốn con trai.
2. Vĩnh Tường (永祥; 1764 – 1826), mẹ là Trắc Phúc tấn Hoàn Nhan thị. Được phong làm Tam đẳng Thị vệ kiêm Trấn quốc Tướng quân (鎮國將軍), sau bị đoạt tước. Có hai con trai.
3. Vĩnh Cầm (永岑; 1769 – 1825), mẹ là Trắc Phúc tấn Hoàn Nhan thị. Được phong làm Đô thống (都統) kiêm Trấn quốc Tướng quân (鎮國將軍). Có ba con trai.
4. Vĩnh Dụ (永裕; 1770 – 1800), mẹ là Trắc Phúc tấn Thạch thị. Được phong làm Trấn quốc Tướng quân (鎮國將軍). Có hai con trai.
5. Vĩnh Hy (永熙; 1770 – 1775), mẹ là Trắc Phúc tấn Hoàn Nhan thị. Chết yểu.